# 3345 Tarkovskij
3345 Tarkovskij este un asteroid din centura principală, descoperit pe 23 decembrie 1982 de Liudmila Karacikina.